# Tablas mexicanas

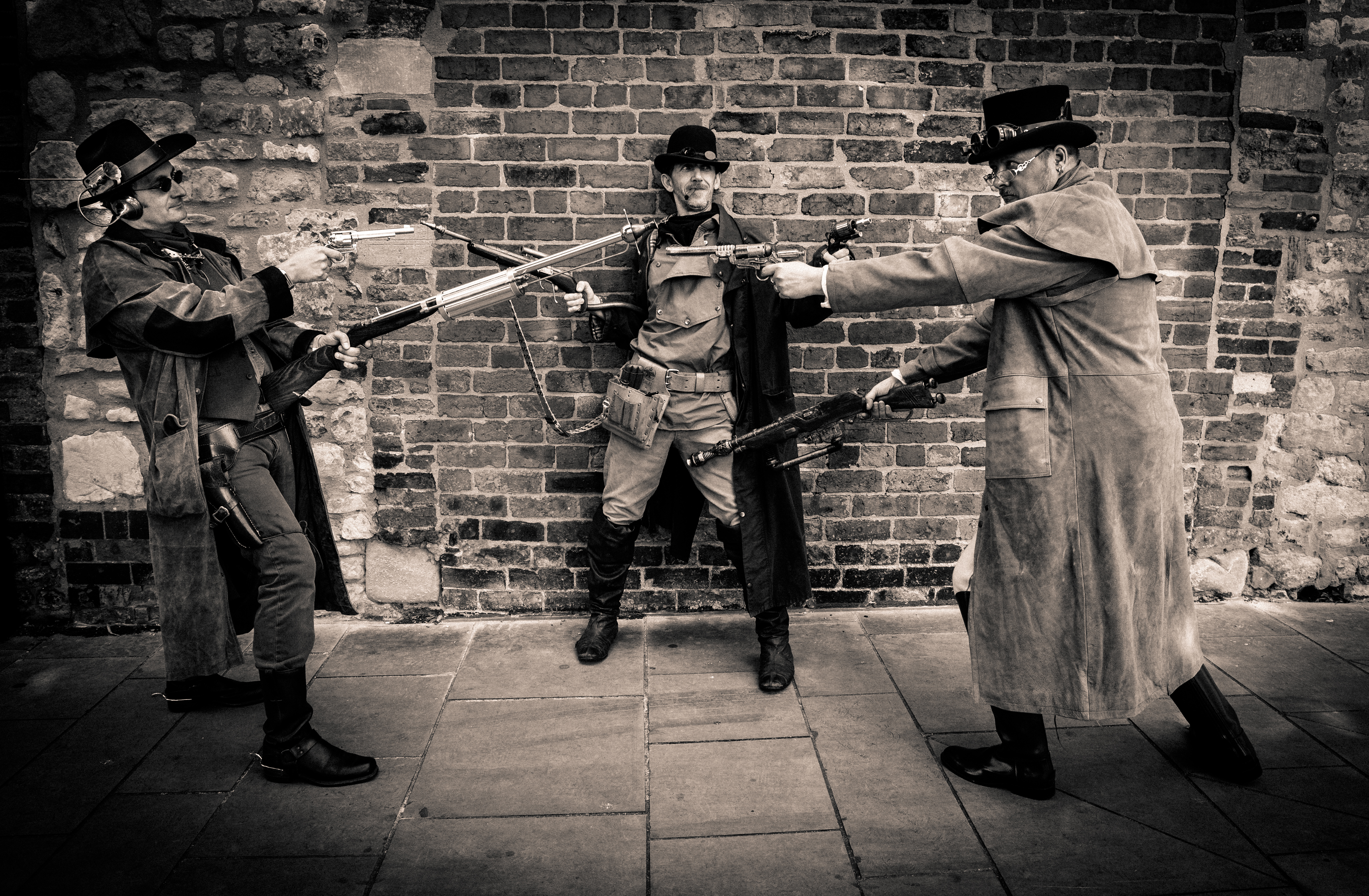
Tres hombres apuntando sus armas uno contra otro en una Tabla mexicana.

Se denomina duelo mexicano, duelo a la mexicana, punto muerto mexicano o tablas mexicanas a aquella situación en la que, confrontados tres oponentes, ninguno encuentra ventaja en atacar primero.

## Etimología e historia
De acuerdo con el Cambridge Advanced Learner's Dictionare en siglo XIX, en Australia, se acuñó el término en inglés “Mexican Standoff” (“punto muerto/duelo mexicano”) para referirse a la situación política mexicana de aquel momento (1857), en la cual todos los grupos políticos (juaristas, liberales radicales, militares y conservadores monárquicos) se encontraban en igualdad de circunstancias, lo que derivaba en una desventaja mutua. Mientras que otras fuentes citan que se debe a los bandidos mexicanos del siglo XIX tras la guerra entre México y EE. UU, existe un registro en inglés "Mexican Standoff" en un relato de la época en el periódico Neoyorkino Sunday Mercury, firmada a nombre de  F. Harvey Smith, fechada en 1976.
"Go-!» said he sternly then. «We will call it a stand-off, a Mexican stand-off, you lose your money, but you save your life!"

## Táctica
La táctica utilizada en este tipo de confrontaciones es diferente a la de los duelos con solo dos oponentes con arma de fuego, en los que el primero en disparar tiene ventaja. En un duelo en el que existen tres oponentes hostiles entre sí, el primero en disparar se encuentra en una desventaja táctica: si el oponente A ataca al oponente B, mientras A está ocupado en su ataque el oponente C puede disparar su arma contra el oponente A, ganando así el duelo pues B ya ha sido neutralizado. Dado que el segundo oponente en atacar es quien posee la máxima ventaja, es entendible que ningún oponente desea atacar primero, dejando cada uno la iniciativa a los otros dos.

## Uso general
En el uso popular, las tablas mexicanas se utilizan a veces para referirse a confrontaciones entre solo dos oponentes con gran paridad de fuerzas, donde quien inicia la agresión puede quedar en desventaja ante su rival. El término fue frecuentemente utilizado durante la guerra fría entre la Unión Soviética y los EE. UU., en especial en referencia a la Crisis de los misiles de Cuba de 1962. El elemento clave que hace que estas situaciones sean tablas mexicanas es la gran paridad de fuerzas entre los contrincantes. La incapacidad de ambos oponentes para avanzar su posición de forma segura es una condición habitual en las tablas; en las tablas mexicanas adicionalmente no hay forma segura de salir de la posición en la que se encuentran ambos oponentes pues el riesgo de ser atacado no desaparece, haciendo las tablas permanentes.
En los círculos financieros, las "tablas mexicanas" se utilizan típicamente para referirse a una situación en la cual una parte quiere obtener un beneficio (como una concesión de algún tipo) pero no ofrece a cambio algo que su contraparte considere valioso, ante ello la otra parte no ve utilidad en introducir algún cambio y rehúsa negociar. Aunque ambas partes se pueden beneficiar del cambio propuesto por la primera, todos los bandos se pone de acuerdo en la cuantía de la compensación al aceptar dicho cambio, por lo cual ninguna de las partes obtiene algún resultado.
En la cultura popular existe un muy ilustrativo ejemplo de "tablas mexicanas" en el filme western titulado El bueno, el malo y el feo de 1966, cuando en la escena final los personajes de "Rubio/El hombre sin nombre" (Clint Eastwood), "Sentencia/Ojos de Ángel" (Lee Van Cleef) y "Tuco" (Eli Wallach) se enfrentan a duelo en un cementerio disputándose un tesoro: los tres personajes tienen sus pistolas listas para disparar pero ninguno se atreve a hacerlo sabiendo que sólo puede atacar a un oponente a la vez, y temiendo que el tercer rival aproveche la momentánea distracción de los dos primeros para atacar al sobreviviente. Además de este hay muchos otros ejemplos famosos en el cine de "tablas mexicanas", como: The Matrix Revolutions, Seven Psychopaths, Face/Off, The Killer, y varias de las películas de Quentin Tarantino entre las más destacadas están: Pulp Fiction, Inglourious Basterds, Reservoir Dogs o Kill Bill.